# Zamach na rodzinę królewską w Holandii
Zamach na rodzinę królewską w Holandii – atak terrorystyczny, który miał miejsce 30 kwietnia 2009 podczas holenderskiego święta państwowego Koninginnedag (Dzień Królowej), w mieście Apeldoorn. Napastnik prowadzący swój własny samochód marki Suzuki Swift z dużą prędkością uderzył w paradę osób, które zgromadziły się po to, by oglądać przejazd królowej Beatrycze i innych członków rodziny królewskiej.
Pojazd uderzył w ludzi stojących wzdłuż ulicy, minął w odległości zaledwie kilku metrów autobus wiozący członków rodziny królewskiej, a następnie z dużą siłą uderzył w pomnik De Naald stojący w pobliżu. W wyniku zamachu śmierć poniosło siedem przypadkowych osób, a około dziewięć odniosło obrażenia. Członkowie rodziny królewskiej nie doznali obrażeń.
Kierowca podczas zderzenia odniósł poważne rany, w wyniku których zmarł w szpitalu drugiego dnia po zamachu. Został zidentyfikowany przez policjantów jako 38-letni Holender Karst Tates.